# José María Cabrera Menéndez
José María Cabrera Menéndez (Podes, Astúries, 29 de desembre de 1963) va ser un futbolista asturià de la dècada dels 90. Va jugar diversos anys a la Primera Divisió de lateral i interior esquerra.

## Trajectòria
L'Albacete Balompié va ser el primer club on Menéndez va destacar dins del món del futbol. Amb els manxecs va viure dos ascensos que van dur a l'equip a la Primera Divisió, en l'època que era conegut com el queso mecánico (el formatge mecànic en català).
Des del 91 al 94 juga amb l'Albacete a la màxima categoria, sent titular i aconseguint fins a 12 gols a la temporada 1993/94, la qual cosa va cridar l'atenció d'equips més grans. Fitxa pel Reial Betis, on quatlla una bona primera temporada, titular, condició que perd la 1995/96, on tan sols disputa 14 partits de lliga.
El 1996 deixa l'equip sevillà i retorna a Albacete, que hi jugava a la Segona Divisió, on romandria dos anys més amb unes xifres acceptables (64 partits i 11 gols).